# Jason Kubler
Jason Kubler (Brisbane, 19 mei 1993) is een Australische tennisser. In zijn carrière won hij drie challenger-toernooien.

## Palmares
| Legenda                       | Legenda               |
| ----------------------------- | --------------------- |
| Grand Slam                    |                       |
| Olympische Spelen             |                       |
| tot 2009                      | vanaf 2009            |
| Tennis Masters Cup            | ATP Finals            |
| ATP Masters Series            | ATP Tour Masters 1000 |
| ATP International Series Gold | ATP Tour 500          |
| ATP International Series      | ATP Tour 250          |

### Enkelspel
| Nr.                  | Datum             | Toernooi  | Ondergrond | Tegenstander in finale | Score               | Details |
| -------------------- | ----------------- | --------- | ---------- | ---------------------- | ------------------- | ------- |
| Gewonnen challengers |                   |           |            |                        |                     |         |
| 1.                   | 28 september 2014 | Sibiu     | Gravel     | Radu Albot             | 6-4, 6-1            |         |
| 2.                   | 29 oktober 2017   | Traralgon | Hardcourt  | Alex Bolt              | 2-6, 7-6(6), 7-6(3) |         |
| 3.                   | 7 januari 2018    | Playford  | Harcourt   | Brayden Schnur         | 6-4, 6-2            |         |

### Herendubbelspel
| Nr.                               | Datum             | Toernooi        | Ondergrond | Partner        | Tegenstanders in finale           | Score       | Details |
| --------------------------------- | ----------------- | --------------- | ---------- | -------------- | --------------------------------- | ----------- | ------- |
| gewonnen finales mannendubbelspel |                   |                 |            |                |                                   |             |         |
| 1.                                | 28 januari 2023   | Australian Open | Hardcourt  | Rinky Hijikata | Hugo Nys Jan Zieliński            | 6-4, 7-6(4) | details |
| verloren finales mannendubbelspel |                   |                 |            |                |                                   |             |         |
| 1.                                | 31 juli 2022      | ATP Atlanta     | Hardcourt  | John Peers     | Thanasi Kokkinakis Nick Kyrgios   | 6-7(4), 5-7 | Details |
| 2.                                | 25 september 2022 | ATP San Diego   | Hardcourt  | Luke Saville   | Nathaniel Lammons Jackson Withrow | 6-7(5), 2-6 | Details |

### Gemengd dubbelspel
| Nr.                                 | Datum           | Toernooi        | Ondergrond | Partner        | Tegenstanders in finale        | Score    | Details |
| ----------------------------------- | --------------- | --------------- | ---------- | -------------- | ------------------------------ | -------- | ------- |
| verloren finales gemengd dubbelspel |                 |                 |            |                |                                |          |         |
| 1.                                  | 28 januari 2022 | Australian Open | Hardcourt  | Jaimee Fourlis | Kristina Mladenovic Ivan Dodig | 3-6, 4-6 | details |

## Resultaten grote toernooien
| Legenda | Legenda                          |
| ------- | -------------------------------- |
| g.t.    | geen toernooi gehouden           |
| l.c.    | lagere categorie                 |
| –       | niet deelgenomen                 |
| G       | uitgeschakeld in de groepsfase   |
| 1R      | uitgeschakeld in de eerste ronde |
| 2R      | uitgeschakeld in de tweede ronde |
| 3R      | uitgeschakeld in de derde ronde  |
| 4R      | uitgeschakeld in de vierde ronde |
| KF      | uitgeschakeld in de kwartfinale  |
| HF      | uitgeschakeld in de halve finale |
| F       | de finale verloren               |
| W       | het toernooi gewonnen            |
| w-v     | winst/verlies-balans             |

### Enkelspel
| grandslamtoernooien  |      |      |      |      |     |      |      |
| Australian Open      | 1R   | 1R   | 1R   | –    | –   | –    | 2R   |
| Roland Garros        | –    | –    | –    | –    | –   | 2R   |      |
| Wimbledon            | –    | 1R   | –    | g.t. | –   | 4R   |      |
| US Open              | –    | 2R   | –    | –    | –   | 2R   |      |
| olympisch            |      |      |      |      |     |      |      |
| Olympische Spelen    | g.t. | g.t. | g.t. | g.t. | –   | g.t. | g.t. |
| statistieken         |      |      |      |      |     |      |      |
| totaal aantal titels | 0    | 0    | 0    | 0    | 0   | 0    | 0    |
| eindejaarsranking    | 535  | 113  | 261  | 259  | 206 | 107  |      |

### Dubbelspel
| grandslamtoernooien  |      |      |      |
| Australian Open      | 1R   | 3R   | W    |
| Roland Garros        | –    | –    |      |
| Wimbledon            | –    | –    |      |
| US Open              | –    | –    |      |
| ATP Masters 1000     |      |      |      |
| (nog) geen deelnames |      |      |      |
| olympisch            |      |      |      |
| Olympische Spelen    | g.t. | g.t. | g.t. |
| statistieken         |      |      |      |
| totaal aantal titels | 0    | 0    | 0    |
| eindejaarsranking    | 1310 | 160  |      |

### Gemengd dubbelspel
| grandslamtoernooien |    |      |   |   |    |
| Australian Open     | 1R | –    | – | F | KF |
| Roland Garros       | –  | g.t. | – | – |    |
| Wimbledon           | –  | g.t. | – | – |    |
| US Open             | –  | g.t. | – | – |    |